# Chow Kit (station)
Chow Kit est une station du monorail de Kuala Lumpur desservant le quartier de Chow Kit.